# オウギバト
オウギバト (Goura victoria) は、鳥綱ハト目ハト科カンムリバト属に分類される鳥類。

## 分布
インドネシア（ニューギニア島北部、ビアク島＜移入？＞、ヤーペン島）、パプアニューギニア（ニューギニア島北部）。

## 形態
全長70センチメートル。全身は暗青灰色。嘴の基部から眼を通り、後頭へ続く筋模様（過眼線）は黒い。喉は黒く、胸部は暗赤紫色。翼の先端に灰青色の斑紋が入る。
頭頂に、先端が白い大型の扇状の羽毛（冠羽）が生える。

## 分類
以下の亜種の分類・分布は、IOC World Bird List(v10.1)にに従う。
Goura victoria victoria (Fraser, 1844)
ビアク島、ヤーペン島
Goura victoria beccarii Salvadori, 1876
ニューギニア島北部

## 生態
標高600メートル以下にある乾燥林や浸水林・湿地林などに生息する。2 - 10羽の小規模な群れを形成して、生活する。危険を感じると地上10 - 25メートルの高さの樹上へ飛翔して逃げる。尤、飛ぶ力は弱く長距離は飛行できない。
果実や種子を食べる。昆虫類も食べることもある。採食は地表で行う。
繁殖様式は卵生。樹上に木の枝や葉・茎等などを組み合わせた皿状の巣を作り、1個の卵を産む。抱卵期間は30日。雛は4週間で巣立つ。飼育下では、生後15か月で産卵した例がある。

## 人間との関係
森林伐採や農地開発・道路建設による生息地の破壊、羽目的や雛も含めた食用の狩猟などにより生息数は減少している。1975年のワシントン条約発効時から、カンムリバト属単位でワシントン条約附属書IIに掲載されている。インドネシアのパプア州およびパプアニューギニアでは、法的な保護の対象とされている。